# 이과수 국립공원
이과수 국립공원(스페인어: Parque nacional Iguazú)은 아르헨티나 북부에 있는 국립공원이며, 크기는 약 550제곱킬로미터이다.
브라질과 이구아수강을 경계로 하며, 두 나라에 걸쳐 있으나 아르헨티나 영내의 면적이 더 넓다. 서구에서 이 곳을 처음 발견한 것은 1542년이지만 이 부근엔 그 전까지 약 10,000여년간 과라니족이 살고 있었다. 1609년에는 예수회 전도사들이 이 곳에 들어왔다.
수려한 자연경관과 다양한 생태환경의 보전 중요성을 인정받아 1984년 유네스코 지정 세계유산에 등록되었으며, 브라질의 동명 국립공원은 1986년에 세계유산에 등록되었다.

## 관광
외국인들은 아르헨티나 페소로 $60(미국 달러로는 약 $15 정도)을 내면 그 날 관광이 가능하며, 열대우림 생태 열차를 타고 여러 길을 통해 다양한 경관을 감상할 수 있다. 아르헨티나 페소만 받으며, 4월에서 9월 사이는 08시에서 18시까지, 10월에서 다음 해 3월 까지는 07시 30분에서 18시 30분까지 개장한다.

## 같이 보기
- 이구아수 국립공원
- 이구아수 폭포